# Imintanoute
Imintanoute (àrab: إيمنتانوت, Īmintānūt; amazic estàndard marroquí: ⵉⵎⵉ ⵏ ⵜⴰⵏⵓⵜ, Imi n Tanut) és un municipi de la província de Chichaoua, a la regió de Marràqueix-Safi, al Marroc. Segons el cens de 2014 tenia una població total de 20.837 persones. Està situada a l'eix Marràqueix-Agadir (Autoroute A7), a 44 km de Chichaoua, 140 km de Marràqueix i a 150 km d'Agadir.